# Kirari Suleman Nagar
Kirari Suleman Nagar è una suddivisione dell'India, classificata come census town, di 153.874 abitanti, situata nel distretto di Delhi Nord Ovest, nello territorio federato di Delhi. In base al numero di abitanti la città rientra nella classe I (da 100.000 persone in su).

## Geografia fisica
La città è situata a 28° 41' 44 N e 77° 03' 55 E.

## Società

### Evoluzione demografica
Al censimento del 2001 la popolazione di Kirari Suleman Nagar assommava a 153.874 persone, delle quali 84.908 maschi e 68.966 femmine. I bambini di età inferiore o uguale ai sei anni assommavano a 30.277, dei quali 15.846 maschi e 14.431 femmine. Infine, coloro che erano in grado di saper almeno leggere e scrivere erano 91.055, dei quali 58.364 maschi e 32.691 femmine.